# Вила Рафаела Хертмана
Вила Рафаела Хертмана се налази уз Сегедински пут, недалеко од Водоторња на Палићу.
Вила је припадала индустријалцу Рафаелу Хертману, коју је саградио 90-тих година 19. века. Летњиковац се убраја у грађевине са најлепшим и најдекоративнијим дрвеним тремом на Палићу, по већ устаљеним шаблонима, са чипкастом орнаментиком, изведеном у ритмичкој игри стилизованих флора и геометријских мотива карактеристичног швајцарског типа.
У згради су данас смештене просторије поште на Палићу.